# 王裕民 (1974年)
王裕民（1974年11月9日—2004年12月6日），男，祖籍山東榮成，台灣高雄市人，中國藝術史研究者，曾任李敖助理。

## 生平
王裕民在國立台灣大學歷史學系就學期間，便擔任當時在東吳大學兼任教師的李敖的助理，合著《周越墨蹟研究—你不知道的故宮博物院》。之後一路以研究中國藝術史、中國思想史為職志，曾出版《假國寶－懷素自敘帖研究》（桂冠圖書）、《假國寶與三流學者－懷素自敘帖研究續集》（秀威資訊）等書，火力四射，頗有當年李敖之風。
王裕民在2002年出版《約旦狂人在隘寮》（中國之翼出版社），是其著作中較出名的一部。這本書根據王裕民在中華民國陸軍裝甲兵部隊服役的經驗所寫成，陳述中華民國陸軍基層部隊中的種種亂象，還有不少關於台灣史的筆記以及一些零星的隨筆，可藉此側面觀察一個早慧青年的心態。「約旦狂人」是指他服役時的長官景耀宗，他曾留學約旦皇家國防學院。
2004年12月6日，王裕民在高雄市新興區南華路一家飯店內燒炭自殺身亡。2014年8月7日，王裕民的姊姊王裕芬在立法院舉辦記者會指控，李敖利用王裕民獲利，王裕民卻因李敖負債新台幣120萬元而自殺身亡；佳思比媒體行銷總經理兼李敖台灣經紀人鄭乃嘉表示，這是莫須有的事，這種不實指控十年來已經反覆發生很多次，相關的官司也都沒有成立，李敖不想再多作回應。

## 作品

### 期刊論文
- 〈秦十二金人考〉，《秦文化論叢》第四輯(秦始皇兵馬俑博物館，1995)
- 〈谿山行旅圖鈐印的新發現〉，《故宮文物月刊》166期。(1997.1)
- 〈快雪時晴帖鈐印的新發現〉，《故宮文物月刊》171期。(1997.6)
- 〈試論平安何如奉橘帖上的平海軍節度使之印〉，《故宮文物月刊》172期。(1997.7)
- 〈宋代三省官印初探〉，《故宮文物月刊》173期。(1997.8)
- 〈蜀素帖上的「忠孝之家」印為何人所有考〉，《故宮文物月刊》175期。(1997.10)
- 〈懷素自敘帖新研〉，《故宮文物月刊》231期。(2002.6)
- 〈綠天庵刻本「自敘帖」偽刻考辨〉，《故宮文物月刊》235期。(2002.10)
- 〈綠天庵刻本「自敘帖」偽刻再辨〉，《故宮文物月刊》241期。(2003.4)

### 專書
- 1997.6《周越墨蹟研究－你不知道的故宮博物院》（與李敖、陳兆基合著，桂冠圖書）
- 2002.8《約旦狂人在隘寮》（中國之翼出版社）
- 2003.7《假國寶－懷素自敘帖研究》（桂冠圖書）
- 2004.10《假國寶與三流學者－懷素自敘帖研究續集》（秀威資訊）